# Edwardsina stigmatica
Edwardsina stigmatica är en tvåvingeart som beskrevs av Edwards 1929. Edwardsina stigmatica ingår i släktet Edwardsina och familjen Blephariceridae. Inga underarter finns listade i Catalogue of Life.